# How, Boss Wants to Marry Me
How, Boss Wants to Marry Me (en chino, 奈何BOSS要娶我; pinyin, Nai He BOSS Yao Qu Wo, también conocida como Well-Intended Love) es una serie web china estrenada el 17 de enero de 2019 a través de Sohu TV y Mango TV.
A finales de julio del 2019 se comenzó a filmar la segunda temporada de la serie titulada "Well-Intended Love 2".

## Argumento
Xia Lin, es una actriz de tercera categoría que tiene leucemia, cuando conoce a Ling Yizhou, el director ejecutivo de una empresa a quien su abuela anhela ver casado. Se acerca a él, el único donador de médula ósea compatible con ella, pero la ayuda tendrá un precio, Yizhou le propone un matrimonio por conveniencia a Xia Lin, quien acepta casarse con él. Su decisión de mantener su matrimonio oculto de los medios,las conspiraciones y los malentendidos les salpicarán mientras se enamoran.

## Reparto

### Personajes principales
| Actor       | Personaje    | N.º de episodios | Notas |
| ----------- | ------------ | ---------------- | --- |
| Xu Kaicheng | Ling Yi Zhou | -                | Es el CEO de la empresa "Ling Group", quien firma un contrato de matrimonio con Xia Lin, luego de que es diagnosticada con leucemia, sin embargo poco a poco comienza a enamorarse de ella.                                                                                              |
| Wang Shuang | Xia Lin      | -                | Es una actriz de tercera categoría, cuya vida cambia cuando es diagnostica con leucemia. Para recibir un trasplante de médula ósea lo antes posible, decide firmar un contrato de matrimonio secreto con Lin Yizhou y aunque al inicio no se llevan bien, pronto comienzan a enamorarse. |

### Personajes secundarios
| Actor               | Personaje         | N.º de episodios | Notas                                              |
| ------------------- | ----------------- | ---------------- | -------------------------------------------------- |
| Yi Po-chen (Ian Yi) | Chu Yan           | -                | Es mejor amigo desde la infancia de Ling Yi zhou.  |
| Huang Qian Shuo     | Wen Li            | -                | Es la mano derecha y secretario de Ling Yi Zhou.   |
| Yang Hao Ming       | Nan Jin Tian      | -                | Hermanastro de Ling Yi Zhou.                       |
| Chen Xin Ru         | Yang Tong         | -                | Fue asistente de Xia Lin.                          |
| Liu Jia Xi          | Jia Fei           | -                | Mejor amiga de Xia Lin.                            |
| Sun Jia Qi          | An Ran            | -                | Amiga desde la infancia de Ling Yi Zhou y Chu Yan. |
| Shang Kan           | Yin Shuang Shuang | -                | Compañera de trabajo de Wen Li y Xia Lin.          |

## Episodios
La serie está conformada por 20 episodios, los cuales se emiten todos los jueves.

## Música
| No. | Intérprete     | Canción                 | Notas |
| --- | -------------- | ----------------------- | ----- |
| 1   | -              | 〈无题〉(主题曲)        |       |
| 2   | -              | 〈无题〉(片尾曲)        |       |
| 3   | Tong Ke Ke     | "甜蜜发酵 (插曲)"       |       |
| 4   | Zhong Shu Tong | "我在啊 (插曲)"         |       |
| 5   | Han An Xu      | "切都会好起来的 (插曲)" |       |
| 6   | Wang Rui Qi    | "不能失去你 (插曲)"     |       |

## Producción
También es conocida como "Well Intended Love".
La serie es dirigida y escrita por Wu Qiang.
La serie es transmitida a través de Sohu TV y Mango TV.